# Eptifibatid
Eptifibatid (Integrilin) je antiagregacijski lek iz klase glikoprotein IIb/IIIa inhibitora. Eptifibatid je ciklični heptapeptid koji je izveden iz proteina prisutnih u venumu jugozapadne pigmi zvečarke (Sistrurus miliarius barbouri). On pripada klasi takozvanih arginin-glicin-aspartat mimetika i reverzibilno se vezuje za trombocite. Eptifibatid ima kratak poluživot.

## Literatura
- Hardman JG, Limbird LE, Gilman AG (2001). Goodman & Gilman's The Pharmacological Basis of Therapeutics (10. изд.). New York: McGraw-Hill. ISBN 0071354697. doi:10.1036/0071422803.
- Thomas L. Lemke; David A. Williams, ур. (2007). Foye's Principles of Medicinal Chemistry (6. изд.). Baltimore: Lippincott Willams & Wilkins. ISBN 0781768799.

## Spoljašnje veze
|  | Molimo Vas, obratite pažnju na važno upozorenje u vezi sa temama iz oblasti medicine (zdravlja). |